# Orontes IV
Orontes IV (em persa antigo: *Arvanta-; em latim: Orontes, Oronta; em armênio: Երուանդ; romaniz.: Erwand; em grego clássico: Ὀρόντης; romaniz.: Oróntēs) foi o último rei da Arménia da dinastia orôntida, reinando entre 212 e 200 a.C.. Foi sucedido por Artaxias I, fundador da dinastia artaxíada.

## Nome
Orontes (Ὀρόντης, Oróntēs), Orontas (Ορώντας, Orṓntas), Orondes (Ὀρόνδης, Oróndēs), Aroandes (Αροάνδης, Aroándēs), Oroandes (Ὀροάνδης, Oroandēs), Aruandes (Αρουάνδης, Arouándēs) e Oruandes (Ὀρουάνδης, Orouándēs) são as formas gregas do persa antigo *Arvanta (*Arvanta-), que perdurou no persa médio e novo como Arvande (Arwand). O nome se associa ao avéstico auruuaṇt-, "rápido, vigoroso, corajoso", que por si só pode ser uma versão abreviada do avéstico Aurvataspa (Auruuaṱ.aspa-), "tendo cavalos velozes". Foi registrado em armênio como Ervande (Երուանդ, Erwand).